# قیمت عادلانه

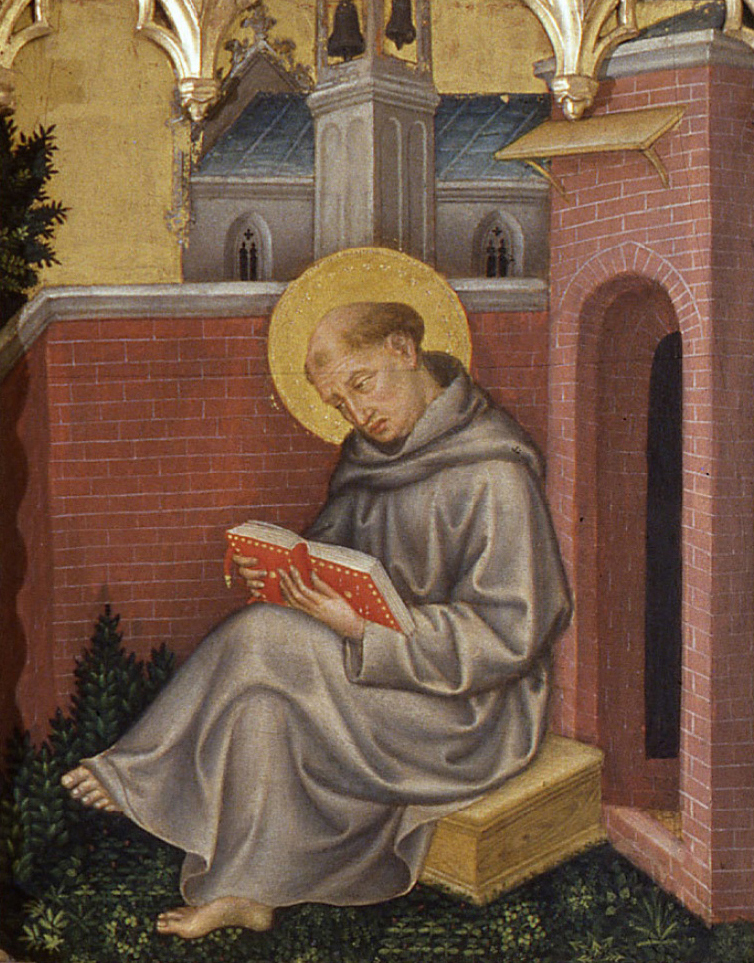
با توجه به تعلیمات سنت توماس آکویناس، افزایش قیمت‌ها در پاسخ به تقاضای بالا، نوعی دزدی است.

قیمت عادلانه یک نظریه فلسفه اخلاق در علم اقتصاد است که تلاش می‌کند استانداردهایی برای رعایت عدالت در معاملات تعیین کند. این نظریه که از جهت منطقی ریشه‌هایی در فلسفه یونان باستان دارد، توسط توماس آکویناس بر اساس یک بحث علیه ربا مطرح شد. در زمان او ربا، به ایجاد هرگونه نرخ بهره در وام اشاره داشت. این امر باعث ایجاد اصل قراردادی laesio enormis شد.

## قیمت ناعادلانه: نوعی تقلب
بحث علیه ربا این بود که وام دهنده در ازای هیچ کاری، دریافت درآمد می‌کرد، زیرا در واقع چیزی قرض داده نمی‌شد، بلکه تنها پول رد و بدل می‌شد. و از آنجایی که یک دلار را فقط می‌توان با یک دلار به‌طور عادلانه مبادله کرد، درخواست بیشتر پول در ازای همان مقدار قرض داده شده، ناعادلانه بود.
آکویناس بعداً استدلال خود را برای مخالفت با هرگونه درآمد ناعادلانه ای که در تجارت به دست می‌آمد گسترش داد و ادعای خود را بر اساس قانون طلایی استوار کرد. بر اساس ضرب‌المثل «با دیگران چنان رفتار کن که دوست داری با تو رفتار کنند»، انسان نیز باید ارزش را با ارزش معاوضه کند. آکویناس معتقد بود که افزایش قیمت‌ها به‌طور مشخص امری غیراخلاقی است، زیرا اگر یک خریدار خاص به چیزی که فروخته می‌شود نیاز فوری پیدا کند، به علت شرایط زمانی، ممکن است متقاعد شود که قیمت بالاتری بپردازد:
اگر کالایی که متعلق به یک شخص (فروشنده) است می‌تواند به شخص دیگری (خریدار) کمک کند و فروشنده نیز با از دست دادن آن ضرری نمی‌کند، فروشنده نباید آن کالا را به قیمت بالاتری بفروشد: زیرا سودی که به خریدار می‌رسد نه از جانب فروشنده، بلکه به خاطر شرایط نیازمندی خریدار است: هیچ‌کس نباید چیزی را که متعلق به او نیست بفروشد.
— مدخل الهیات, 2-2, q. ۷۷، هنر. ۱
بنابراین آکویناس اقداماتی مانند افزایش قیمت تجهیزات ساختمانی در پی یک بلای طبیعی را محکوم می‌کرد. افزایش تقاضا که به علت تخریب ساختمان‌های موجود به وجود آمده بود بر هزینه‌های فروشنده نمی‌افزود، بنابراین بهره‌گیری از افزایش تمایل خریداران به پرداخت، از دیدگاه آکویناس نوعی تقلب محسوب می‌شد.
آکویناس بر این باور بود که تمام عواید حاصل از تجارت باید به نیروی کار بازرگان مربوط باشد نه به نیاز خریدار. از این رو، او سود متوسط را به عنوان پرداخت حتی برای تجارت غیرضروری، مشروط بر اینکه قیمت تنظیم شده و در محدوده خاصی نگه داشته شود، چشم پوشی کرد:
هیچ دلیلی وجود ندارد که سود [حاصل از معامله] به هدفی ضروری یا محترمانه هدایت نشود. و بر این اساس تجارت قانونمند خواهد شد. مانند زمانی که یک مرد از سود متوسطی که در معامله به دست می‌آورد برای حمایت از خانواده خود یا حتی برای کمک به نیازمندان استفاده می‌کند. . . .

## تفسیرهای بعدی دکترین
در زمان آکویناس، بیشتر محصولات توسط تولیدکنندگان مستقیم (یعنی کشاورزان و صنعتگران) فروخته می‌شد و کار مزدی و بانکداری هنوز در مراحل ابتدایی خود بودند. نقش بازرگانان و پول دهندگان محدود بود. مکتب بعدی سالامانکا استدلال کرد که قیمت عادلانه با استفاده از یک تخمین رایج تعیین می‌شود که می‌تواند با قیمت بازار یکسان باشد - بسته به شرایط مختلف مانند قدرت چانه زنی نسبی فروشندگان و خریداران - یا می‌تواند توسط مقامات دولتی تعیین شود.. با ظهور سرمایه‌داری، استفاده از نظریه قیمت عادلانه کم رنگ شد و تا حد زیادی با مفهوم اقتصاد خرد عرضه و تقاضا از لاک، استوارت، ریکاردو، ابن تیمیه و به ویژه آدام اسمیت جایگزین شد. در مفهوم بازده در اقتصاد مدرن، بهره به عنوان پرداختی در ازای یک خدمت ارزشمند، که همان استفاده از آن پول است، تلقی می‌شود، با این وجود اکثر سیستم‌های بانکی هنوز نرخ بهره بیش از حد را ممنوع می‌کنند.
به همین ترتیب، در طول گسترش سریع سرمایه‌داری در چند قرن گذشته، نظریه قیمت عادلانه برای توجیه اقدامات مردمی علیه بازرگانانی استفاده شد که قیمت‌های خود را در سال‌های قحطی افزایش دادند. مورخ مارکسیست ای پی تامپسون در مقاله خود در مورد «اقتصاد اخلاقی جمعیت انگلیسی در قرن هجدهم» بر نیروی مستمر این سنت تأکید کرد. سایر مورخان و جامعه شناسان همین پدیده را در موقعیت‌های مختلف دیگر از جمله شورش کشاورزان در قارهٔ اروپا، در طول قرن نوزدهم و در بسیاری از کشورهای در حال توسعه، در قرن بیستم کشف کرده‌اند. برای مثال، دانشمند علوم سیاسی، جیمز سی. اسکات، در کتاب اقتصاد اخلاقی کشاورز: امرار معاش و شورش در آسیای جنوب شرقی نشان داد که چگونه می‌توان از این ایدئولوژی به عنوان روشی برای مقاومت در برابر اقتدار استفاده کرد.

## Laesio enormis
اگرچه قانون امپراتوری روم، Corpus Juris Civilis بیان کرده بود که طرفین مبادله حق دارند در جهت سبقت گرفتن از یکدیگر تلاش کنند، این دیدگاه توسعه یافت که اگر قرارداد به‌طور قابل توجهی برای یکی از طرفین مضر باشد، فسخ شود: در صورتی که یک آسیب غیرعادی وجود داشته باشد؛ در زبان لاتین (laesio enormis). این بدان معناست که اگر توافقی به‌طور قابل توجهی به ضرر یکی از طرفین نامتعادل شود، دادگاه‌ها از اجرای آن سرباز می‌زنند و صلاحیت لغو ثروتمندی ناعادلانه را دارند. در طول قرن نوزدهم، قانونگذاریها در فرانسه و آلمان از پذیرش این اصل خودداری کردند، در حالی که حوزه‌های قضایی کامن لا تلاش کردند دکترین آزادی قراردادها را تعمیم دهند. با این حال، در عمل، و به‌طور فزاینده ای در قرن بیستم و اوایل قرن بیست و یکم، قانون حمایت از مصرف‌کننده، قراردادهای اجاره، و قانون کار توسط اساسنامه تنظیم شد تا عادلانه بودن در مبادله را ایجاب کند. برخی از شروط اجباری خواهند بود، برخی دیگر ناعادلانه تلقی می‌شوند و دادگاه‌ها می‌توانند حکمی از خود را جایگزین کنند که در همه شرایط عادلانه باشد.

### قانون مدرن
- Bundesgerichtshof Entscheidung (24 ژانویه ۱۹۷۹)، تجهیزات بیلیارد، NJW 1979، ۷۵۸
- Bundesgerichtshof Entscheidung (12 مارس ۱۹۸۱)، وام نامتناسب، BGHZ 80, 153
- Bürgerliches Gesetzbuch §۱۳۸، معاملات مغایر با سیاست عمومی. رباخواری
- قانون مدنی اتریش §۹۳۴
- مواد قانون مدنی فرانسه ۱۶۷۴–۵
- Vernon v Bethell (1762) 28 ER 838
- قانون اعتبار مصرف‌کننده 1974 ss 140A-B
- قانون ملی حداقل دستمزد ۱۹۹۸
- ماده ۲۵۸۹ قانون مدنی لوئیزیانا

## همچنین می‌توانید لینک‌های زیر را برای اطلاعات بیشتر ببینید
- آموزش اجتماعی کاتولیک
- تاریخ اندیشه اقتصادی
- نظریه ارزش کار
- قیمت
- قیمت گذاری
- عرضه و تقاضا